# Encore un an de Sans titre, par un homme noir blanc de visage
Encore un an de Sans titre, par un homme noir blanc de visage est un recueil d'aphorismes de Xavier Forneret paru en 1840, reprenant la présentation générale de Sans titre, par un homme noir blanc de visage paru deux ans plus tôt. 

### Éditions modernes
- Xavier Forneret, Œuvres, précédé d’un texte d’André Breton, introduction et bibliographie, par Willy-Paul Romain, Paris, Arcanes, coll. « Humour noir », 1952, 252 p.
- Xavier Forneret, Sans Titre et autres textes, Paris, Éditions Thot, 1978, 234 p.
- Xavier Forneret, Écrits complets : Volume II (1836-1880) – Aphorismes, contes et récits, roman, vie quotidienne, Dijon, Les Presses du réel, 2013, 800 p. (ISBN 978-2-84066-488-8). , édition établie par Bernadette Blandin
- Xavier Forneret, L'homme Noir, aphorismes illustrés et mis en page par Claude Stassart-Springer, Vézelay, Éditions de la Goulotte, 2014

### Anthologies
- Jean-Luc Steinmetz, La France frénétique de 1830 : Choix de textes, Paris, Phébus, 1978, 560 p. (ISBN 978-2-8594-0015-6), p. 515-518

### Critique et analyse
- André Breton, Anthologie de l'humour noir, Paris, Jean-Jacques Pauvert, 1939, réed.1979, 414 p. (ISBN 978-2-7202-0184-4), p. 117-125.
- Willy-Paul Romain, Xavier Forneret, visionnaire incertain, avant-propos pour les Œuvres, Paris, Arcanes, coll. « Humour noir », 1952, p. 4-15.
- Maurice Toesca, Un homme heureux : Mémoires de Xavier Forneret, prince de l’humour noir, Paris, Albin Michel, 1984
- (en) Wendy Greenberg, Xavier Forneret’s visionary maxims, Paris, Francofonia, n° 18, Primavera Les Cahiers du sud, numéro spécial « Les Petits Romantiques français », 1990, p. 93-100